# Pandémie de Covid-19 au Belize
La pandémie de Covid-19 au Belize démarre officiellement le 23 mars 2020. À la date du 24 octobre 2022, le bilan est de 687 morts.

## Contexte
Le 12 janvier 2020, l'Organisation mondiale de la santé (OMS) a confirmé qu'un nouveau coronavirus était à l'origine d'une maladie respiratoire chez un groupe de personnes de la ville de Wuhan, dans la province du Hubei, en Chine, qui a été signalée à l'OMS le 31 décembre 2019,. 
Le taux de létalité lié au Covid-19 a été beaucoup plus faible que le SRAS de 2003,, mais la transmission a été significativement plus élevée, avec un nombre total de décès important. 

## Chronologie

### Mars 2020
Le premier cas du pays a été annoncé le 23 mars, une Bélizienne qui est revenue à San Pedro Town de Los Angeles, en Californie,,. Le deuxième cas a été annoncé le 25 mars. Ils ont eu un contact immédiat avec le premier cas. 
Le troisième cas au Belize a été annoncé le 29 mars par un voyageur revenant à Belize City de New York. 

### Avril 2020
Le 5e cas confirmé de coronavirus a été confirmé chez un étudiant bélizien revenu de Floride aux États-Unis. Le premier mort est déclaré le 5 avril.

### Mai 2020
Le gouvernement du Belize annonce le 5 mai 2020 que sur les 18 personnes atteintes du Covid-19, 2 en sont décédées tandis que les 16 autres ont été guéries[réf. souhaitée].

## Mesures de prévention
À la lumière des récents événements, le Premier ministre Dean Barrow a déclaré l'état d'urgence pour San Pedro. Les habitants d'Ambergris Caye ont été mis en quarantaine. Seuls  certains travailleurs ont été autorisés à effectuer les tâches les plus essentielles. Le ministère de la Santé a recherché toutes les personnes qui auraient pu être en contact avec la femme bélizienne dont le test au Covid-19 s'est révélé positif. 
Le Premier ministre Dean Barrow avait également fermé les écoles le 20 mars qui ont repris  le 20 avril en attendant que la situation change. Il a interdit le rassemblement public de plus de 25 personnes et il a fermé toutes les frontières. Tous les vols ont été cloués au sol le 23 mars. Seule le fret a pu franchir la frontière et accoster par voie maritime. Pendant l'épidémie, les Béliziens ont toujours autorisés à revenir au Belize, mais les résidents n'ont pas été autorisés à quitter le pays, sauf en cas d'urgence,. 
Le ministre de la Santé a demandé à toute personne présentant des symptômes pseudo-grippaux de rester à la maison, de s'isoler et d'appeler la hotline pour plus d'informations au 0-800-MOH-CARE[réf. nécessaire]. 
Le 30 mars, un état d'urgence a été annoncé dans tout le pays, ainsi qu'un couvre-feu à de 20 h à 5 h du matin. 
Début avril, le gouvernement a annoncé que les frontières seraient fermées à tous les voyageurs, y compris aux ressortissants béliziens, sauf en cas d'urgence,. D'autres restrictions aux voyages, notamment les quarantaines, avaient déjà été appliquées en mars. 
Le gouvernement a déclaré une déclaration d'urgence d'un couvre-feu à l'échelle nationale. Le couvre-feu a été fixé du 1er avril au 30 avril. Le couvre-feu a été de 20h à 5h. 
Dans un rapport daté du 24 avril 2020, le Belize a fermé ses ports d'entrée, à l'exception de Santa Elena Border et de l'aéroport international Philip Goldson, qui sont restés ouverts selon le ministère de la Santé du Belize. Les navires de charge ont été autorisés à utiliser tous les ports d'entrée. 
Les étrangers qui ont voyagé dans les pays européens, Hong Kong, Chine, Iran, Japon, Corée du Sud au cours des 30 derniers jours n'ont pas été autorisés à entrer. 

## Statistiques

Nombre de cas au Belize depuis le début de l'épidémie.

Nombre de morts au Belize depuis le début de l'épidémie.